# Eremobiotus
Eremobiotus là một chi của ngành tardigrada trong lớp Eutardigrada.

## Loài[2]
- Eremobiotus alicatai (Binda 1969)
- Eremobiotus ovezovae Biserov, 1992